# Fissuria bovi
Fissuria bovi é uma espécie de gastrópode  da família Hydrobiidae.
É endémica de França.